# Senebkaj
Voseribre Senebkaj ali Senebkaj  je bil faraon, ki je vladal v drugem vmesnem obdobju Egipta. Odkritje njegove grobnice v Abidosu leta 2014 potrjuje obstoj neodvisne Abidoške dinastije, ki je vladala istočasno s Petnajsto in Šestnajsto dinastijo. Na Torinskem seznamu kraljev sta dva vladarja s prestolnim imenom "Weser... re", od katerih bi eden lahko bil Senebkaj. Drug predmet z njegovim imenom  bi lahko bila magična palica z imenom Sebkaj. Palica je bila odkrita v Abidosu, vendar bi lahko pripadala enemu ali dvema vladarjema iz predhodne Trinajste dinastije. Obstoj tako imenovane Abidoške dinastije je prvi predpostavil Detlef Franke. Idejo je kasneje razvil  Kim Ryholt leta 1997.

## Grobnica
Senebkajevo grobnico so leta 2014 odkrili Josef W. Wegner z Univerze Pensilvanije in egipčanski arheologi  v južnem delu Abidosa, Egipt.  Grobnica s štirimi prostori ima poslikano pogrebno komoro iz apnenca. Na slikah so upodobljene boginje Izida, Nut, Neftis in Serket. Faraon je bil pokopan v lesenem sarkofagu. V grobnici so odkrili tudi besedilo, ki se bere: "kralj Gornjega in spodnjega Egipta, Voseribre, sin Raja, Senebkaj". Grobnica ni bila pokrita z nobenim nagrobnim spomenikom, kar kaže, da je bila že starem veku izropana. Faraon je bil  visok okoli 185 cm in je umrl v poznih 40 letih.